# Abadía de San Víctor

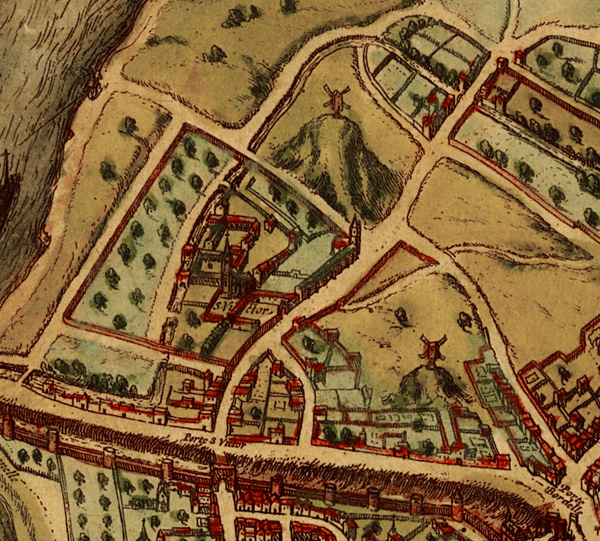
San Victor de París en 1572

La Abadía de San Victor (en francés: Abbaye Saint-Victor de Paris) fue una antigua abadía de canónigos regulares (Agustinos), fundada en el siglo XII por Guillermo de Champeaux, arcediano y director de la escuela de Notre Dame de París. En unas pocas décadas San Víctor se convirtió en uno de los centros más importantes de la vida intelectual del Occidente medieval, especialmente en los campos de la teología y la filosofía. Su influencia se manifestó a través de los ilustres maestros Hugo, Adam, André, Ricardo, Thomas, Gallus, que exploraron variados campos del conocimiento. Suprimida en 1790, la abadía fue demolida en 1811 y reemplazada por la Facultad de Ciencias y el mercado de vinos, donde hoy están el Instituto de Física del globo y universidad Jussieu. La divisa de la abadía era: Jesús, María, santus Victor, sanctus Augustinus.
Alrededor de 1108, Guillermo de Champeaux se retira de la enseñanza con algunos discípulos a una ermita abandonada, próxima a una capilla dedicada a San Víctor, a los pies del Monte St. Genevieve. En 1113, cuando Guillermo es elegido obispo de Chalons-sur-Marne, Luis VI (1108-1137) transforma el pequeño retiro en una abadía ricamente dotada. El Papa Pascual II confirma la fundación en 1114.
El sucesor de Guillermo es el prior Gilduin, su discípulo preferido y confesor del Rey. Nativo de París, abad de 1113 a 1155, impone la regla Liber Sancti ordinis Victoris, de riguroso ascetismo, en la que predominan el silencio y el trabajo manual. En 1148, la abadía adquirió la iglesia colegial de Santa Genoveva (Sainte-Geneviève).
Los Victorinos fueron una de las más importantes congregaciones del siglo XII, de  orientación urbana e intelectual. Gracias a Hugues y sus enseñanzas completa, la escuela toma una dimensión universalista. San Víctor deviene en retiro de Bernardo de Claraval (1090-1153) o Thomas Becket (1118-1170) y apartamento de los obispos de París. Se convierte en escuela pública de teología y artes liberales, una especie de monasterio-universidad que frecuentan el filósofo filósofo Abelardo (1079-1142) o Pedro Lombardo (c. 1100-1160), autor de las célebres "Sentencias".
La abadía poseía una rica biblioteca (biblioteca se dijo en ese momento) abierta al público. Los manuscritos de la sala de lectura estaban encadenados. Pero había manuscritos litúrgicos en el coro o en el refectorio, para su lectura en voz alta, en la enfermería y los reservados a los bibliotecario (armarius). Una parte de la biblioteca consistía en una libros (minores) que los canónigos o estudiantes podrían tomar prestado temporalmente (concessi). La actividad educativa de la abadía favoreció el desarrollo del fondo de la biblioteca, además de las adquisiciones hecha por compra o las recibidas de los mismos victorinos. En el Pantagruel de Rabelais (1494-1553) se encuentra una mención satírica a la biblioteca de San Víctor (Capítulo VII).